# Самотній вершник
Самотній вершник — вестерн 1959 року.

## Сюжет
Мисливець за злочинцями з незвичайним ім'ям Бен Брігейд захопив небезпечного вбивцю та везе його, щоб отримати винагороду. По дорозі проти своєї волі Брігейд зустрічає трьох попутників: привабливу дружину начальника станції та веселих головорізів, які збираються вкрасти у Брігейда його бранця.